# Lutas nos Jogos Pan-Americanos de 2023 - Livre até 74 kg masculino
A categoria livre até 87 kg masculino das lutas nos Jogos Pan-Americanos de 2023 foi disputada em 1 de novembro de 2023 no Centro de Treinamento Olímpico, em Ñuñoa. Um total de 9 lutadores, cada um representando um Comitê Olímpico Nacional (CON), participaram do evento.

## Medalhistas
| Ouro   | USA Tyler Berger                     |
| Prata  | CUB Franklin Marén                   |
| Bronze | CAN Adam Thomson VEN Anthony Montero |

## Resultados
A competição foi realizada em um único dia até a definição dos medalhistas:

### Fase eliminatória
|  | Oitavas de final | Oitavas de final | Oitavas de final |  |  | Quartas de final     | Quartas de final     | Quartas de final     |   |                  | Semifinal          | Semifinal          | Semifinal |  |  | Final | Final | Final |
|  |                  |                  |                  |  |  |                      |                      |                      |   |                  |                    |                    |           |  |  |       |       |       |
|  |                  |                  |                  |  |  |                      |                      |                      |   |                  |                    |                    |           |  |  |       |       |       |
|  |                  |                  |                  |  |  | PUR Shane Jones      | PUR Shane Jones      | 5                    |   |                  |                    |                    |           |  |  |       |       |       |
|  | HON Luis Barrios | HON Luis Barrios | 11               |  |  | HON Luis Barrios     | HON Luis Barrios     | 11                   |   |                  |                    |                    |           |  |  |       |       |       |
|  | CHI León Peralta | CHI León Peralta | 0                |  |  |                      |                      |                      |   | HON Luis Barrios | HON Luis Barrios   | 1                  |           |  |  |       |       |       |
|  |                  |                  |                  |  |  |                      | CUB Franklin Marén   | CUB Franklin Marén   | 6 |                  |                    |                    |           |  |  |       |       |       |
|  |                  |                  |                  |  |  | CUB Franklin Marén   | CUB Franklin Marén   | 4                    |   |                  |                    |                    |           |  |  |       |       |       |
|  |                  |                  |                  |  |  | CAN Adam Thomson     | CAN Adam Thomson     | 4                    |   |                  |                    |                    |           |  |  |       |       |       |
|  |                  |                  |                  |  |  |                      |                      |                      |   |                  | CUB Franklin Marén | CUB Franklin Marén | 0         |  |  |       |       |       |
|  |                  |                  |                  |  |  |                      | USA Tyler Berger     | USA Tyler Berger     | 3 |                  |                    |                    |           |  |  |       |       |       |
|  |                  |                  |                  |  |  | VEN Anthony Montero  | VEN Anthony Montero  | 2                    |   |                  |                    |                    |           |  |  |       |       |       |
|  |                  |                  |                  |  |  | USA Tyler Berger     | USA Tyler Berger     | 5                    |   |                  |                    |                    |           |  |  |       |       |       |
|  |                  |                  |                  |  |  |                      |                      |                      |   | USA Tyler Berger | USA Tyler Berger   | 17                 |           |  |  |       |       |       |
|  |                  |                  |                  |  |  |                      | MEX Anthony Valencia | MEX Anthony Valencia | 3 |                  |                    |                    |           |  |  |       |       |       |
|  |                  |                  |                  |  |  | BRA César Alvan      | BRA César Alvan      | 4                    |   |                  |                    |                    |           |  |  |       |       |       |
|  |                  |                  |                  |  |  | MEX Anthony Valencia | MEX Anthony Valencia | 14F                  |   |                  |                    |                    |           |  |  |       |       |       |
|  |                  |                  |                  |  |  |                      |                      |                      |   |                  |                    |                    |           |  |  |       |       |       |

### Repescagem
|  | Disputa pelo bronze |                  |   |
|  |                     |                  |   |
|  | CAN Adam Thomson    | CAN Adam Thomson | 6 |
|  | HON Luis Barrios    | HON Luis Barrios | 5 |

|  | Disputa pelo bronze  |                      |   |
|  |                      |                      |   |
|  | VEN Anthony Montero  | VEN Anthony Montero  | 7 |
|  | MEX Anthony Valencia | MEX Anthony Valencia | 2 |